# Iłowo-Osada
Iłowo-Osada (Illowo fino al 1920 e dal 1939 al 1945) è un comune rurale polacco del distretto di Działdowo, nel voivodato della Varmia-Masuria.
Ricopre una superficie di 103,8 km² e nel 2006 contava 7 408 abitanti.
Comunità urbane e rurali:
| Nome polacco    | Nome tedesco (fino al 1920 e 1939-45) | Nome polacco       | Nome tedesco (fino al 1920 e 1939-45) | Nome polacco | Nome tedesco (fino al 1920 e 1939-45) |
| --------------- | ------------------------------------- | ------------------ | ------------------------------------- | ------------ | ------------------------------------- |
| Białuty         | Bialutten                             | Iłowo-Osada        | Illowo                                | Narzym       | Narzym                                |
| Białuty Kolonia |                                       | Iłowo-Wieś         |                                       | Pruski       | Prusken                               |
| Brodowo         | Brodau                                | Janowo             | Hansburg                              | Purgałki     | Purgalken                             |
| Chorab          | Chorapp                               | Kolonie Narzymskie |                                       | Sochy        | Sochen                                |
| Dwukoły         | Zworaden                              | Kraszewo           | Kraschewo                             | Szczepka     | Sczepka                               |
| Dźwierznia      | Dzwiersnia                            | Mansfeldy          | Mansfeld                              | Wierzbowo    | Wiersbau                              |
| Gajówki         | Gajowken                              | Mławka             | ***                                   |              | ***=già in Polonia nel 1920           |